# Mateus Asato
Mateus Nogueira Asato (Campo Grande, 29 de dezembro de 1993) é um guitarrista e compositor brasileiro. Foi eleito pela revista americana Premier Guitar como um dos mais influentes instrumentistas da indústria musical.

## Carreira
Sua paixão pela música começou quando ele tinha apenas 9 anos de idade por influência de seu primo, Jorge Nogueira (hoje, pastor). De um modo musical religioso, Mateus cresceu na Primeira Igreja Batista de Campo Grande, que o inspirou a querer seguir a carreira através da música. Tendo aulas particulares de violão por dois anos, fez parte da equipe de louvor de sua igreja. Em 2010, aos 16 anos, competindo com 500 guitarristas, venceu um concurso de guitarra nacional chamado "Double Vision".[carece de fontes?] Em 2013, se mudou para Los Angeles para estudar música com o objetivo de ter uma carreira bem sucedida. Depois de dois anos morando na Califórnia, formou-se no Musicians Institute em Hollywood e  recebeu o prêmio de "Melhor Guitarrista do Instituto de Músicos".
Mateus já foi guitarrista dos artistas Jessie J, Tori Kelly, Luan Santana e já trabalhou com grandes nomes da música como Tiago Iorc - com quem gravou um Acústico MTV -, Sandy, Di Ferrero, PG, Oficina G3, Rodolfo Abrantes, Selena Gomez, Fresno, Polyphia, Hurts, entre outros. Já recebeu elogios de grandes cantores internacionais como John Mayer, Bruno Mars, Shawn Mendes, Myles Kennedy, Kiko Loureiro e Nuno Bettencourt. Em setembro de 2018, assinou com gravadora Sony Music Entertainment do Japão e iniciou as gravações do seu primeiro disco. Atualmente, é guitarrista do duo Silk Sonic e do cantor Bruno Mars.

## Pausa na Carreira
Em fevereiro de 2021, o guitarrista anunciou que vai dar uma pausa em sua carreira na música. A revelação foi feita por meio de uma publicação no Instagram – o músico suspendeu sua própria página na rede após divulgar o comunicado.
Em uma sequência nos Stories, Asato disse que está sem tocar guitarra há três semanas, o que o fez ficar em alerta. “Honestamente, não lembro de ter ficado tanto tempo longe de minha fonte de criação. É muito estranho, pois sequer sinto a emoção de pegar minha guitarra para desfrutar da bondade e da bênção que a música nos cria”, afirmou, inicialmente.
O músico destacou que não queria “culpar” a pandemia por essa situação, mas que chegou em um ponto onde sua “inspiração simplesmente desapareceu”. Em seguida, ele confirmou que iria “concluir sua relação com as redes sociais de forma geral” e daria um tempo na carreira.

## Prêmios e Indicações
| Ano  | Prêmio              | Categoria                                  | Resultado |
| ---- | ------------------- | ------------------------------------------ | --------- |
| 2010 | Double Visioon      | Concurso de Violão                         | Venceu    |
| 2014 | Musicians Institute | Melhor Guitarrista de Instituto de Músicos | Venceu    |

## Vida pessoal
A família - especialmente materna - e a igreja são as grandes influências musicais na trajetória de Mateus. Sua mãe é pianista, violonista e guitarrista da igreja em que cresceu, e seu falecido avô foi um grande violonista e violeiro. Posteriormente, John Mayer e Juninho Afram foram as inspirações "guitarrísticas" do astro.

Como hobby, gosta de tirar fotos e de esportes, como tênis de mesa e futebol, sendo torcedor assumido do Palmeiras. Além disso, se casou atualmente com a instagrammer, atriz, modelo, youtuber e influencer Maju Trindade.